# Aimé-Victor-François Guilbert
Aimé-Victor-François Guilbert, francoski rimskokatoliški duhovnik, škof in kardinal, * 15. november 1812, Cerisy-la-Forêt, † 15. avgust 1889, Gap.

## Življenjepis
17. decembra 1837 je prejel duhovniško posvečenje.
16. maja 1867 je bil imenovan za škofa Gapa, potrjen je bil 20. septembra, škofovsko posvečenje je prejel 10. novembra in 26. novembra istega leta je bil ustoličen.
2. septembra 1879 je bil imenovan za škofa Amiensa (potrjen je bil 22. septembra istega leta) in 5. junija 1883 za nadškofa Bordeauxa (potrjen je bil 9. avgusta istega leta).
24. maja 1889 je bil povzdignjen v kardinala.